# Братья Миладиновы
Братья Миладиновы (Димитр Миладинов и Константин Миладинов) — деятели болгарского культурного возрождения XIX века.

## Семья
Братья Миладиновы родились в большой семье гончаров Христа Миладинова и его супруги Султаны Миладиновой. У них было восемь детей: Димитр и Константин, Наум, Тане, Мате, Апостол, а также Анна и Креста.

## Деятельность
Оба брата были важными фигурами в деле болгарского национального возрождения.

## Сборник братьев Миладиновых
В 1856 году Димитр вернулся в Струги для сопровождения его брат Константина, который ездил в Россию для изучения славянской филологии в Московском университете.
В Москве он остался до окончания университета в 1860 году, а затем в Вене он встретился с Иосифом Юрием Штросмайером, который помог ему в издании коллекции болгарских народных песен.
Сборник под названием «Бѫлгарски народни пѣсни» выходит в Загребе в 1861 году. Он состоял из 660 болгарских народных песен из славянских областей Центральных и Восточных Балкан.

## Поэзия Константина Миладинова

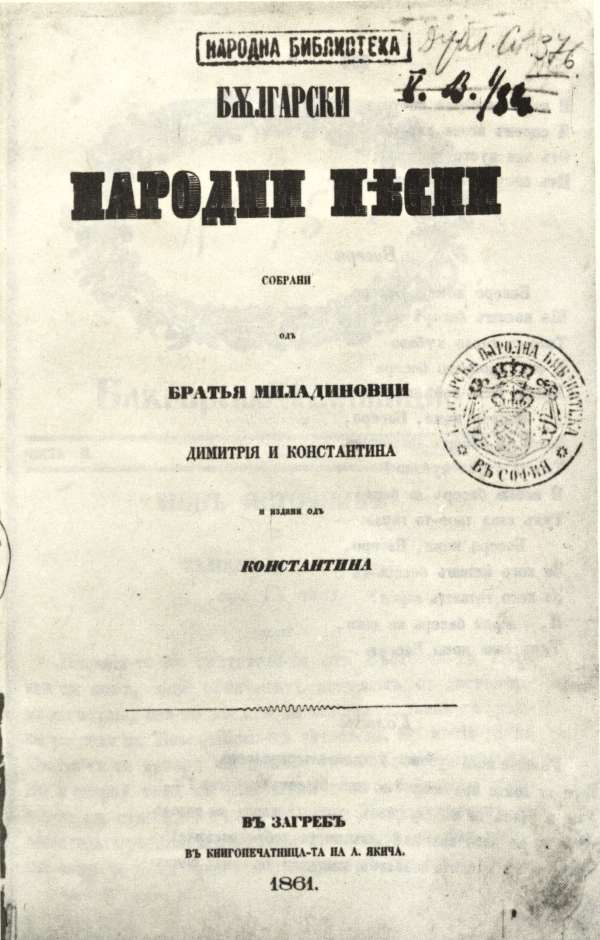

Поэзия Константина Миладинова была полна социальными и национальными мотивами. Ниже приведен список работ, опубликованных при его жизни:
- «Бисера», «Б’лгарски книжици», година I, 1858, кн. 15.
- «Желание», «Б’лгарски книжици», година I, 1858, кн. 15.
- «Голапче», «Б’лгарски книжици», година I, 1858, кн. 15.
- «Шупељка», «Б’лгарски книжици», година I, 1858, кн. 15.
- «Не- не пијан», «Б’лгарски книжици», година I, 1858, кн. 15.
- «Клетва», «Б’лгарски книжици», година I, 1858, кн. 15.
- «Скрсти», «Б’лгарски книжици», година I, 1858, кн. 19.
- «Грк и Бугарин», «Б’лгарски книжици», година I, 1858, кн. 24.
- «Побратимство», «Б’лгарски книжици», година II, 1859, кн. 22.
- «Думание», «Б’лгарски книжици», година II, 1859, кн. 22.
- «Сираче», «Братски труд», 1860, кн. 1.
- «На сонцето», «Братски труд», 1860, кн. 1.
- «Еѓуптин делија», «Братски труд», 1860, кн. 3.
- «На чужина», «Дунавски лебед», година I, 1860, бр. 20.
- «Т’га за југ», «Дунавски лебед», година I, 1860, бр. 20.

## Смерть
В середине 1861 года, Константин оставил Загреб и поехал в Белград, где он узнал, что его брат Димитр находится в Константинопольской тюрьме.
Затем он отправился в Константинополь, где был арестован турками, обвинён в шпионаже и брошен в тюрьму. Братья Константин и Димитр Миладиновы умерли в 1862 году в Константинополе при загадочных обстоятельствах.